# Café
Uma xícara com café.
O café é uma bebida produzida a partir dos grãos torrados do fruto do cafeeiro. É servido tradicionalmente quente, mas também pode ser consumido gelado. O café é um estimulante, por possuir cafeína — geralmente 80 a 140 mg para cada 207 ml dependendo do método de preparação. Estudos têm mostrado que pessoas que bebem quatro xícaras de café por dia têm um menor risco de morrer de um ataque cardíaco. Dia 13/04 é dia mundial do café. Em alguns períodos da década de 1980, o café era a segunda mercadoria mais negociada no mundo por valor monetário, atrás apenas do petróleo. Este dado estatístico ainda é amplamente citado, mas tem sido impreciso por cerca de duas décadas, devido à queda do preço do café durante a crise do produto na década de 1990, reduzindo o valor total de suas exportações. Em 2003, o café foi o sétimo produto agrícola de exportação mais importante em termos de valor, atrás de culturas como trigo, milho e soja. Minas Gerais é o estado com maior produção de café do Brasil (26,6 milhões de sacas), o que corresponde a mais de 50% da produção nacional do produto e 17% da produção mundial.
O município de Patrocínio, em Minas Gerais, saltou três posições e assumiu a liderança no ranking de produtores do grão. Em 2012, a safra de café atingiu 64.789 toneladas naquele município (2,1% do total nacional). As informações são da Pesquisa Agrícola Municipal (PAM), divulgada pelo Instituto Brasileiro de Geografia e Estatística (IBGE).
Na comparação por espécie, o município de Patrocínio (MG) é o líder em café arábica. No café robusta ou conilon, o topo da lista é puxado por Jaguaré. Ambos os municípios dedicam 100% da produção a cada uma dessas espécies.
Do total, o café arábica corresponde à 67% e o conilon à 33% em 2021. Neste ano, o volume total de café produzido foi 47,7 milhões de sacas segundo a Companhia Nacional de Abastecimento (Conab). O resultado está abaixo do que foi colhido em 2020, quando a safra recorde foi 63,08 milhões de sacas de 60 kg.

## História
O café é originário das terras altas da Etiópia, em um local chamado Kaffa. Porém, a palavra "café" não é originária de Kaffa, e sim da palavra árabe qahwa, que significa "vinho" (قهوة). Por esse motivo, o café era conhecido como "vinho da Arábia" quando chegou à Europa no Século XIV.
Uma lenda conta que um pastor chamado Kaldi observou que seus carneiros ficavam saltitantes e conseguiam percorrer longas distâncias ao comer as folhas e frutos do cafeeiro. Ele experimentou os frutos e sentiu maior vivacidade. Um monge da região, informado sobre o fato, começou a utilizar uma infusão de frutos para resistir ao sono enquanto orava (ver: Chá de folha de café).
Parece que as tribos africanas, que conheciam o café desde a Antiguidade, moíam seus grãos e faziam uma pasta utilizada para alimentar os animais e aumentar as forças dos guerreiros.[carece de fontes]
Seu cultivo se estendeu primeiro na Arábia, onde os manuscritos mais antigos mencionando a cultura do café datam de 575 no Iêmen. Até então, era comum o consumo da fruta in natura.
O conhecimento dos efeitos do café disseminaram-se e no século XVI o café foi levado a península arábica, sendo torrado para se transformar em bebida pela primeira vez na Pérsia.
Na Arábia, a infusão do café recebeu o nome de kahwah ou cahue (ou ainda qah'wa, do original em árabe قهوة). Enquanto na língua turco otomana era conhecido como kahve, cujo significado original também era "vinho". A classificação Coffea arabica foi dada pelo naturalista Lineu. 
O café, no entanto, teve inimigos mesmo entre os árabes, que consideravam suas propriedades contrárias às leis do profeta Maomé. No entanto, logo o café venceu essas resistências e até os doutores muçulmanos aderiram à bebida para favorecer a digestão, alegrar o espírito e afastar o sono, segundo os escritores da época.
|                                  |                        |                                 |
| Grãos de café Conilon (Robusta). | Grãos de café Arábica. | Grãos de café Arábica torrados. |

### Na Ásia, África e América:

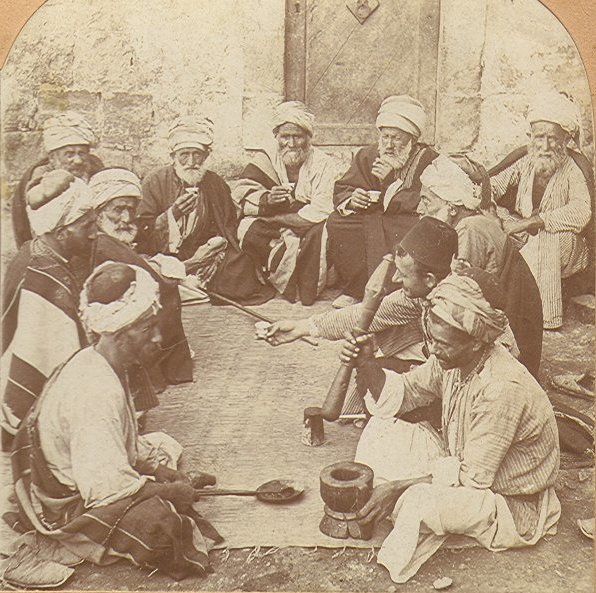
Café na Palestina em 1900. Imagem estereoscópica de Keystone View Company

Em 1475, surgiu em Constantinopla a primeira loja de café, produto que para se espalhar pelo mundo se beneficiou, primeiro, da expansão do Islã e, em uma segunda fase, do desenvolvimento dos negócios proporcionado pelos descobrimentos.
Por volta de 1570, o café foi introduzido em Veneza, Itália, mas a bebida, considerada maometana, era proibida aos cristãos e somente foi liberada após o papa Clemente VIII provar o café.
Na Inglaterra, em 1652, foi aberta a primeira casa de café da Europa ocidental, seguindo-se a Itália dois anos depois. Em 1672, coube a Paris inaugurar a sua primeira casa de café. Foi precisamente na França que, pela primeira vez, se adicionou açúcar ao café, o que aconteceu durante o reinado de Luís XIV, a quem haviam oferecido um cafeeiro em 1713.
Na sua peregrinação pelo mundo o café chegou a Java, alcançando posteriormente os Países Baixos e, graças ao dinamismo do comércio marítimo holandês executado pela Companhia das Índias Ocidentais, o café foi introduzido no Novo Mundo, espalhando-se nas Guianas, Martinica, São Domingos, Porto Rico e Cuba. Gabriel Mathien de Clieu, oficial francês, foi quem trouxe para a América os primeiros grãos.
Ingleses e portugueses tentaram a sua sorte nas zonas tropicais da Ásia e da África.
Black Ivory Coffee é um tipo de café produzido principalmente na Tailândia, em que os grãos de café são ingeridos por elefantes e, posteriormente, recolhidos dos seus dejetos. O processo digestivo dos animais quebra as proteínas presentes nos grãos, reduzindo sua acidez e amargor, o que resulta em um café com sabor mais suave e adocicado. Considerado um dos cafés mais raros e caros do mundo, sua produção é limitada e envolve práticas voltadas ao bem-estar animal. O método é semelhante ao usado no kopi luwak, feito com civetas, mas tem ganhado destaque por utilizar elefantes asiáticos domesticados em santuários.

### Lavouras de café no Brasil

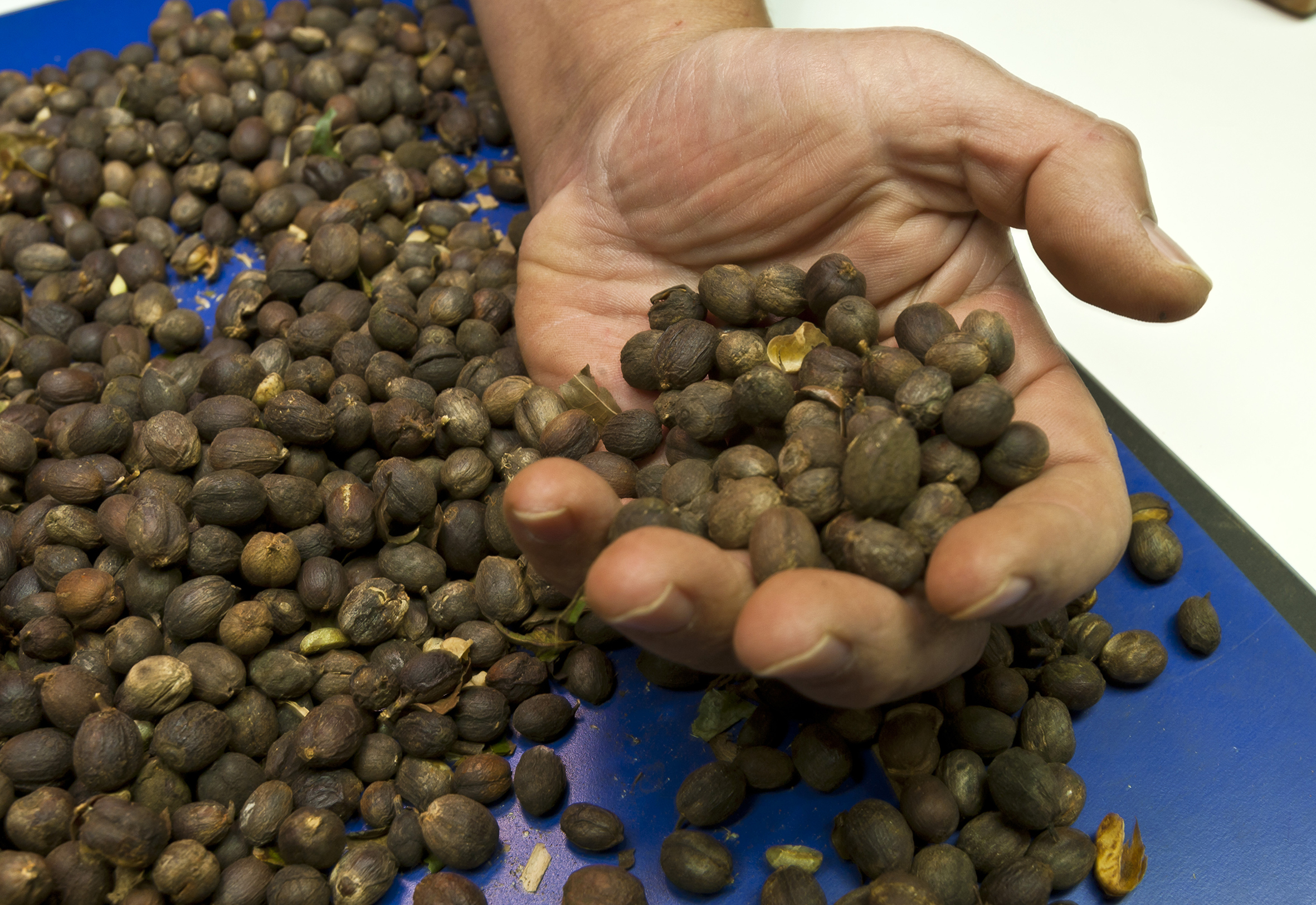
Colheita do grão de café

Em 1727, o sargento-mor Francisco de Melo Palheta, a pedido do governador do Estado do Grão-Pará, lançou-se numa missão para conseguir mudas de café, produto que já tinha grande valor comercial. Para isso, fez uma viagem à Guiana Francesa e lá se aproximou da esposa do governador da capital Caiena. Conquistada sua confiança, conseguiu dela uma muda de café-arábico, que foi trazida clandestinamente para o Brasil.

Das primeiras plantações na Região Norte, mais especificamente em Belém, as mudas foram usadas para plantios no Maranhão e na Bahia, na Região Nordeste.

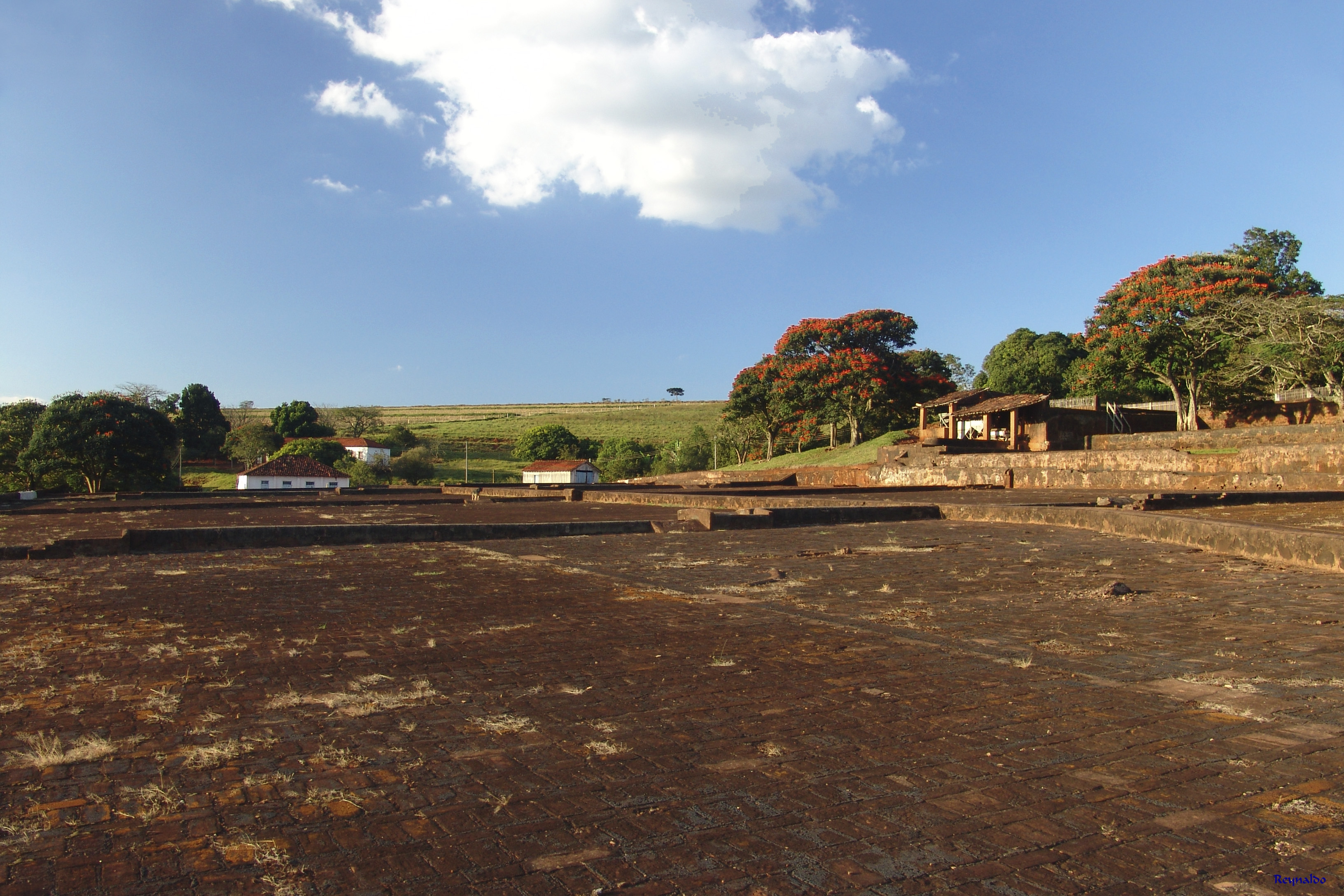
Fazenda típica de café, vista do terreiro de secagem do café ao fundo instalações - Avaré

As condições climáticas não eram as melhores nessa primeira escolha e, entre 1800 e 1850, tentou-se o cultivo noutras regiões: o desembargador João Alberto Castelo Branco trouxe mudas do Pará para a Região Sudeste e as cultivou no Rio de Janeiro, local onde o sucesso foi total. O negócio do café começou, assim, a desenvolver-se de tal forma que se tornou a mais importante fonte de receitas do Brasil e de divisas externas durante muitas décadas a partir da década de 1850. Em 1860, por exemplo, o Brasil correspondia a 60% da produção mundial de café, e o Rio de Janeiro correspondia a 90% da produção brasileira. O sucesso da produção cafeeira no Rio foi tão grande que derrubou os preços do café no mundo inteiro, popularizando a bebida, até então considerado um artigo de luxo. No final do Império, devido ao esgotamento do solo no sul do Rio de Janeiro (Vale do Paraíba fluminense), a produção cafeeira se deslocou para o norte do Estado do Rio (para os municípios de Itaperuna e Cantagalo) e, especialmente, para São Paulo e para a Zona da Mata mineira. Assim, no início do século XX, a produção paulista e mineira acabam por superar a produção cafeeira do Rio de Janeiro, embora Itaperuna permaneça como o maior produtor de café do Brasil ao longo de toda a 1ª República.

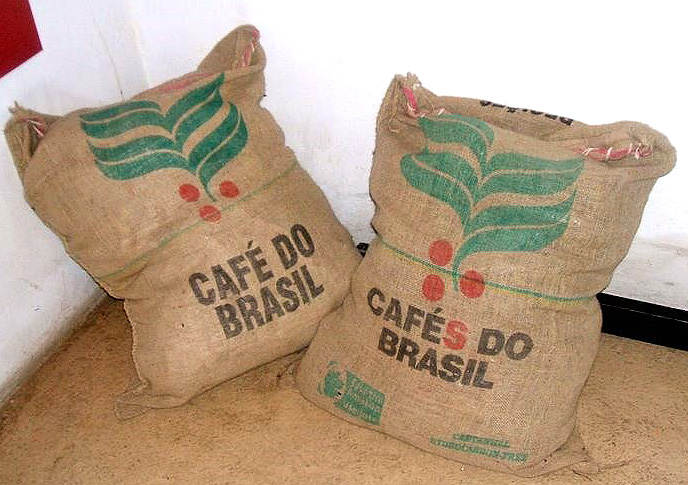
Café em sacos

O sucesso da lavoura cafeeira em São Paulo, durante a primeira parte do século XX, fez com que o Estado se tornasse um dos mais ricos do país, permitindo que vários fazendeiros indicassem ou se tornassem presidentes do Brasil (política conhecida como café com leite, por se alternarem na presidência paulistas e mineiros), até que se enfraqueceram politicamente com a Revolução de 1930.
O café era escoado das fazendas depois de secados nos terreiros de café, no interior do estado de São Paulo, até as estações de trem, onde eram armazenados em sacas, nos armazéns das ferrovias, e, depois embarcado nos trens e enviado ao Porto de Santos, através de ferrovias, principalmente pela inglesa São Paulo Railway.

#### O fim do tráfico de escravos e seus efeitos
O tráfico negreiro era um dos negócios mais lucrativos da economia brasileira e movimentava muito dinheiro. Com sua proibição, os capitais antes aplicados na compra de escravos foram deslocados para outras atividades. Ocorreu assim um incremento das indústrias, das ferrovias, dos telégrafos e da navegação. Junto com o café, o fim do tráfico proporcionou o início da modernização brasileira.
Reagindo aos efeitos da extinção do tráfico negreiro, os cafeicultores recorreram ao tráfico interprovincial e desenvolveram uma política de atração de imigrantes europeus para suas lavouras. As lavouras decadentes da cana-de-açúcar no Nordeste ampliaram a venda de escravos para as lavouras do Centro-Sul, que se transformaram na principal região escravista do país. Porém, o trabalho dos imigrantes só ganharia peso na década de 1880, quando os cafeicultores já não conseguiam segurar os escravos nas fazendas, devido à força da campanha abolicionista brasileira (ver: Pós-abolição no Brasil).

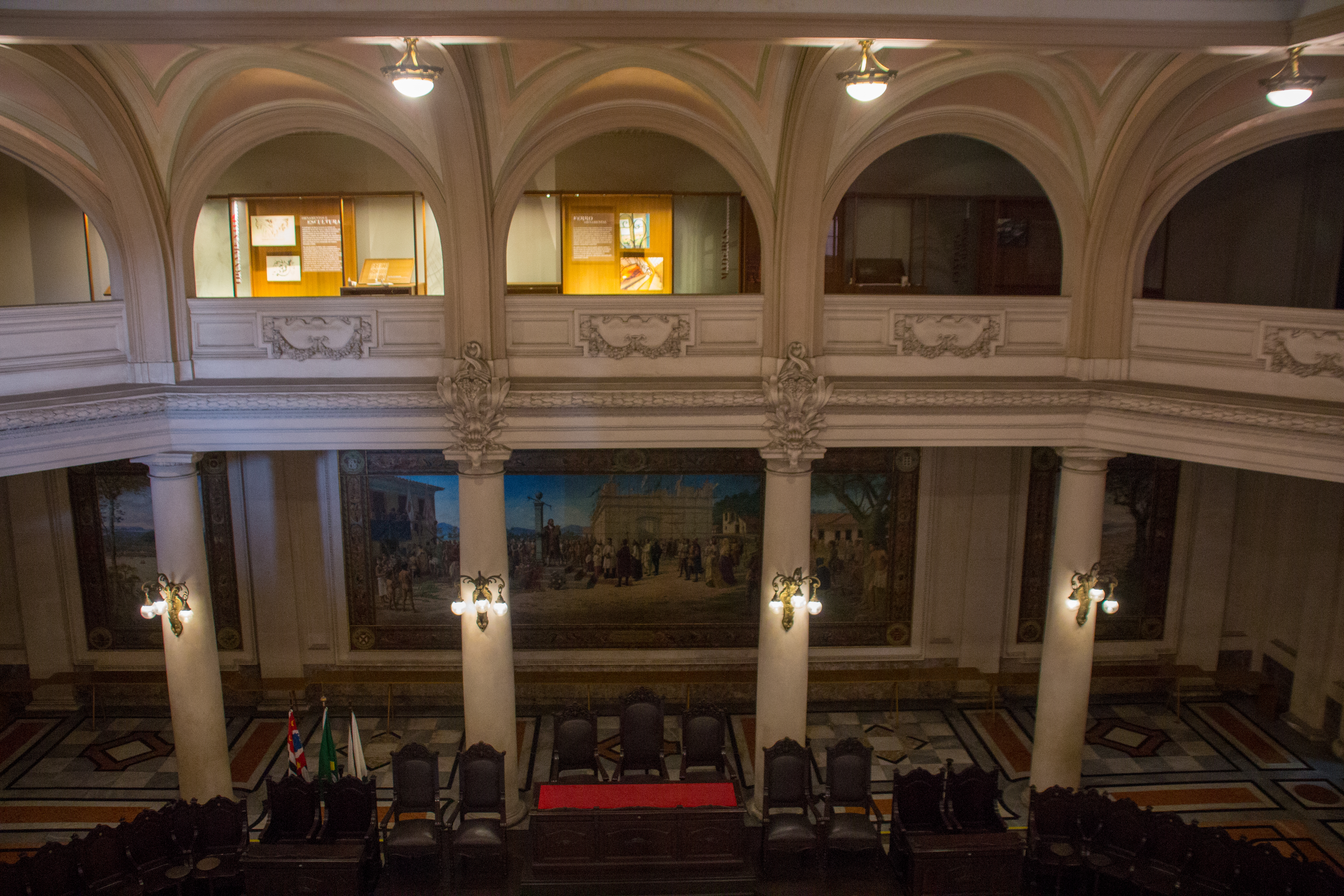
Bolsa Oficial do Café (atual Museu do Café), Santos, São Paulo, Brasil

#### O café e a geada

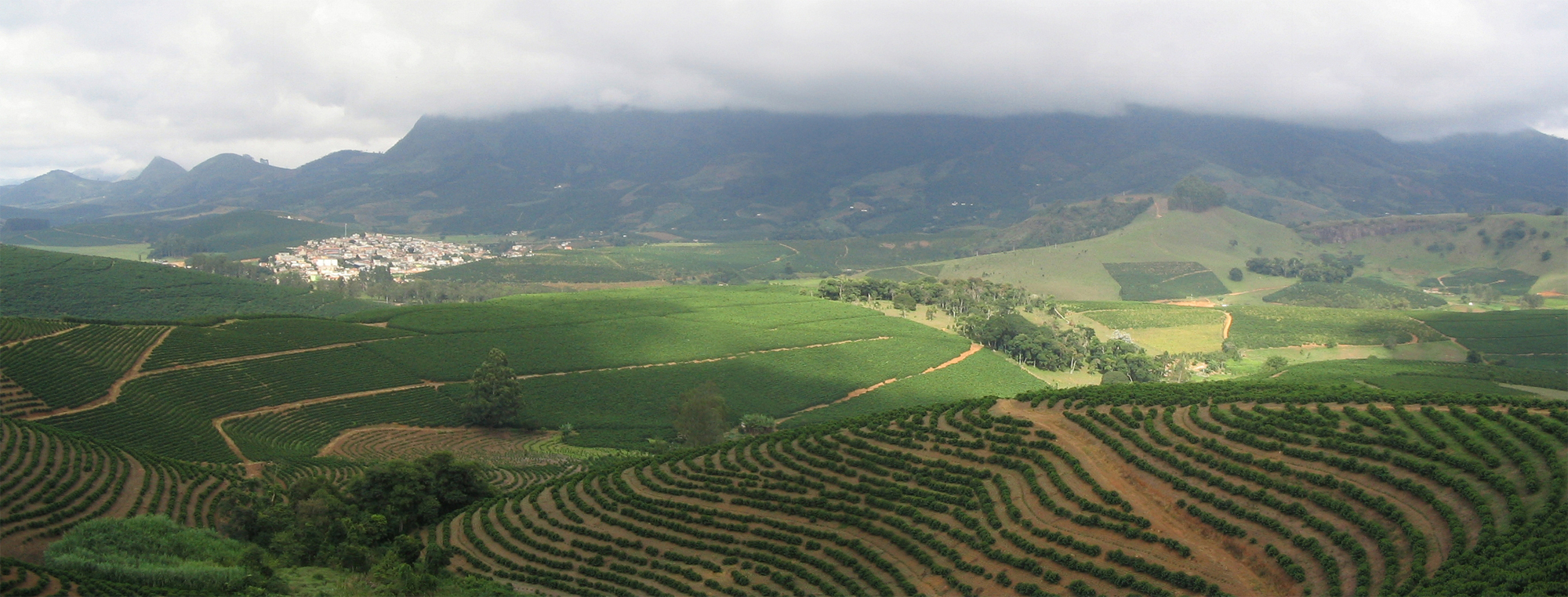
Plantação próxima da cidade de São João do Manhuaçu - Minas Gerais - Brasil

O café foi plantado no oeste do estado de São Paulo, nos lugares mais altos, os espigões, divisores das bacias dos rios que desembocam no rio Paraná, lugares menos propensos à geadas que as baixadas dos rios. Nestes espigões foram também construídas as ferrovias e as cidades do Oeste de São Paulo, longe da malária que era comum nas proximidades dos rios. O café em São Paulo sofreu sobremaneira com a "grande geada de 1918" e a geada de 18 de julho de 1975, que atingiu também o norte do estado do Paraná, dizimando todos os cafezais das regiões de Londrina e Maringá.

#### A valorização do café
O mais conhecido convênio de estados cafeeiros para obter financiamento externo para estocagem de café em armazéns a fim de diminuir a oferta externa e conseguir preços mais elevados para o mesmo foi o Convênio de Taubaté de 1906. O pressuposto da retenção de estoques de café era a crença de que depois de uma safra boa, a próxima seria uma safra ruim, durante a qual o café estocado no ano anterior seria exportado. A partir da década de 1920, a valorização do café tornou-se permanente, aumentado muito o volume estocado, fazendo os preços se elevarem, atraindo com isso novos países produtores ao mercado fazendo concorrência ao Brasil. Com a crise de 1929, a partir do governo de Getúlio Vargas, todos os estoques de café tiveram que ser queimados para os preços subirem. A escolha foi feita de modo a manter o café como um produto destinado às elites. Ou seja, o governo preferiu queimar o café à vendê-lo por um preço mais baixo, o que o tornaria acessível a qualquer cidadão da época. Foram queimados de 1931 a 1943, 72 milhões de sacas, equivalentes a quatro boas safras. A partir de 1944, a oferta de café passou a ser regulada por convênios entre países produtores.

#### Consumo e produção atual no Brasil

Distribuição geográfica dos diferentes cultivos (r: robusta, m: robusta e arábica e a: arábica)

Atualmente o Brasil consome anualmente 20 milhões de sacas de café, o que corresponde a 173 bilhões de xícaras. Apesar de ser o principal exportador do grão sem valor agregado, o volume de café torrado e moído exportado diminui a cada ano. Com o aparecimento dos cafés blends, que misturam cafés de várias procedências, o café brasileiro perde competitividade, já que a lei brasileira impede a importação de café verde de outros países.
Produção dos Cafés do Brasil ocupa 1,82 milhão de hectares em 2022. Em 2020, Minas Gerais era o maior produtor de café arábica do país, com 74% do total nacional (1,9 milhão de toneladas, ou 31,2 milhões de sacas de 60 kg). Já o Espírito Santo era o maior produtor de café conillon, com participação de 66,3% do total (564,5 mil toneladas, ou 9,4 milhões de sacas de 60 kg). Em 2017, Minas respondia por 54,3% da produção nacional total de café (1º lugar), Espírito Santo respondia por 19,7% (segundo lugar) e São Paulo, 9,8% (terceiro lugar).

### Na Europa

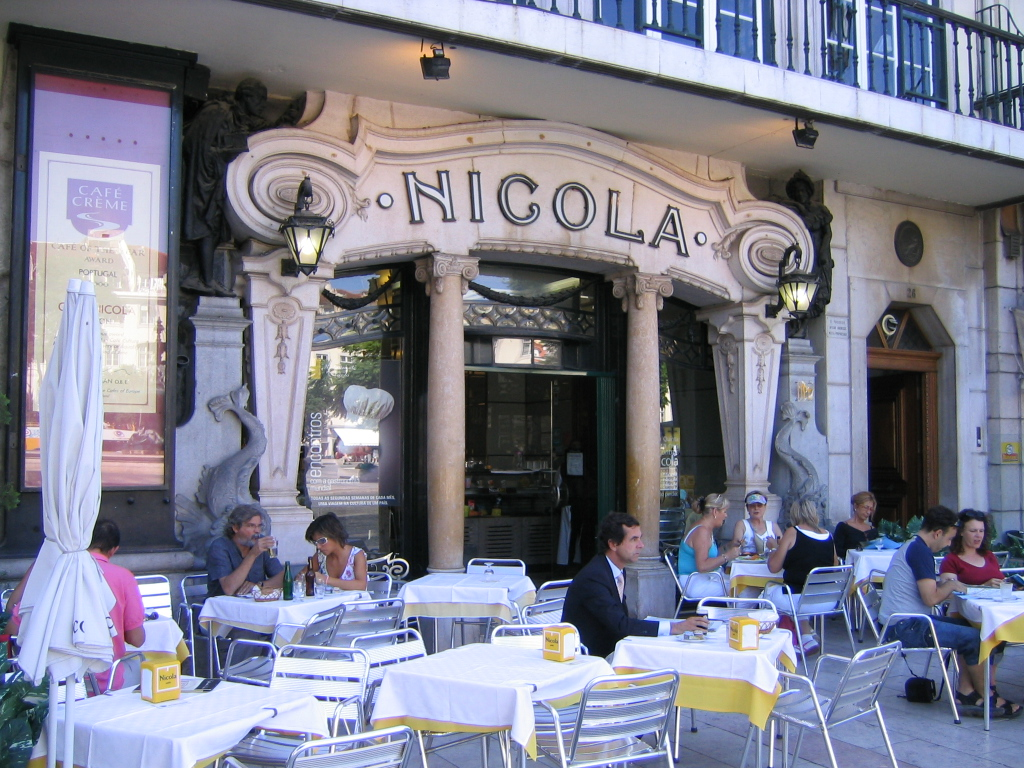
Café Nicola, em Lisboa

Os estabelecimentos comerciais na Europa consolidaram o uso da bebida do café, e diversas casas de café ficaram mundialmente conhecidas, como o Café Nicola, em Lisboa, onde se encontravam políticos e escritores, sendo de realçar o poeta Bocage, o Virgínia Coffee House, em Londres, e o Café de La Régence em Paris, onde se reuniam nomes famosos como Rousseau, Voltaire, e Diderot.
O invento da cafeteira, já em finais do século XVIII, por parte do conde de Rumford, deu um grande impulso à proliferação da bebida, ajudada ainda por uma outra cafeteira de 1802, esta da autoria do francês Descroisilles, onde dois recipientes eram separados por um filtro.
Em 1822, uma outra invenção surge em França, a máquina de café expresso (do italiano spremutom ou seja, espremido), embora ainda não passasse de um protótipo. Em 1855, foi apresentada em uma exposição, em Paris, uma máquina mais desenvolvida, mas foi em Itália que a aperfeiçoaram.
Assim, coube aos italianos, apenas em 1905, comercializar a primeira máquina de expresso, precisamente no mesmo ano em que foi inventado um processo que permitia "descafeinar" o café. Em 1945, logo após o final da Segunda Guerra Mundial, a Itália continua tendo a primazia sobre os expressos e Giovanni Gaggia apresenta uma máquina onde a água passa pelo café depois de pressionada por uma bomba de pistão. O sucesso foi notório.

## A crise de 1929
Com a quebra da Bolsa de Valores americana em 1929, o Brasil teve a primeira grande crise de superprodução do café, tendo que o governo brasileiro promover a queima de estoques para tentar segurar os preços.
Superada mais essa crise, o Brasil continuou a ser o maior produtor mundial de café, embora nos últimos anos tenha de concorrer com outros países da América Latina e Ásia, como Colômbia, Vietnã e Indonésia.
O café é, atualmente, a bebida preparada mais consumida no mundo, sendo servidas cerca de 400 bilhões de xícaras por ano. O tipo de café mais comum é o arábica, ocupando cerca de três quartos da produção mundial, seguido do robusta ou conilon, que tem o dobro da cafeína contida no primeiro.

## Valor nutricional
| kJ                     | 2         |
| Carboidratos           | 0         |
| Gordura                | 0,02 g    |
| Gordura saturada       | 0,02 g    |
| Gordura trans          | 0 g       |
| Gordura monoinsaturada | 0,015 g   |
| Gordura polinsaturada  | 0,001 g   |
| Água                   | 99,39 g   |
| Proteínas              | 0,12 g    |
| Cafeína                | 40 mg     |
| Vitamina A             | 0 ug      |
| Betacaroteno           | 0 ug      |
| Vitamina B1            | 0,014 mg  |
| Vitamina B2            | 0,076 mg  |
| Vitamina B3            | 0,191 mg  |
| Vitamina B5            | 0,254 mg  |
| Vitamina B6            | 0,001 mg  |
| Vitamina E             | 0,01 mg   |
| Vitamina K             | 0,0001 mg |
| Cálcio                 | 2 mg      |
| Ferro                  | 0,01 mg   |
| Magnésio               | 3 mg      |
| Manganês               | 0,023 mg  |
| Fósforo                | 3 mg      |
| Potássio               | 49 mg     |
| Sódio                  | 2 mg      |
| Zinco                  | 0,02 mg   |

Fonte: Base de dados de nutrientes (USDA)

## Produção
| Principais produtores (venda em milhares de ton) Fonte: OIC |       |      |       |      |       |      |
| Ano                                                         | 1984  | 1984 | 1994  | 1994 | 2004  | 2004 |
| Brasil                                                      | 1 284 | 25%  | 1 692 | 30%  | 2 356 | 35%  |
| Vietname                                                    | 14    | 0%   | 212   | 4%   | 831   | 12%  |
| Colômbia                                                    | 662   | 13%  | 779   | 14%  | 684   | 10%  |
| Indonésia                                                   | 373   | 7%   | 377   | 7%   | 443   | 7%   |
| Etiópia                                                     | 139   | 3%   | 152   | 3%   | 300   | 4%   |
| Índia                                                       | 196   | 4%   | 169   | 3%   | 231   | 3%   |
| Guatemala                                                   | 170   | 3%   | 227   | 4%   | 221   | 3%   |
| México                                                      | 260   | 5%   | 250   | 4%   | 204   | 3%   |
| Peru                                                        | 70    | 1%   | 71    | 1%   | 201   | 3%   |
| Uganda                                                      | 153   | 3%   | 144   | 3%   | 165   | 2%   |
| Honduras                                                    | 86    | 2%   | 131   | 2%   | 155   | 2%   |
| Costa Rica                                                  | 151   | 3%   | 150   | 3%   | 107   | 2%   |
| Costa do Marfim                                             | 289   | 6%   | 180   | 3%   | 105   | 1%   |
| El Salvador                                                 | 134   | 3%   | 138   | 2%   | 85    | 1%   |
| Nicarágua                                                   | 51    | 1%   | 41    | 1%   | 68    | 1%   |
| Papua-Nova Guiné                                            | 45    | 1%   | 68    | 1%   | 60    | 1%   |
| Equador                                                     | 83    | 2%   | 143   | 3%   | 56    | 1%   |
| Tailândia                                                   | 28    | 2%   | 84    | 1%   | 48    | 1%   |
| Tanzânia                                                    | 50    | 1%   | 41    | 1%   | 48    | 1%   |
| Camarões                                                    | 95    | 2%   | 24    | 0%   | 44    | 1%   |
| Quênia                                                      | 93    | 2%   | 100   | 2%   | 43    | 1%   |
| Venezuela                                                   | 59    | 1%   | 56    | 1%   | 42    | 1%   |
| Outros                                                      | 554   | 11%  | 397   | 7%   | 264   | 4%   |
| Total                                                       | 5 039 | 100% | 5 624 | 100% | 6 760 | 100% |

## Consumo
Apesar do Brasil ser um dos países a produzir mais café no mundo, estando em primeiro lugar no ranking, os brasileiros não consomem tanto café, visto ao que produzem. A Finlândia é o atual líder do ranking com 3 a 4 xícaras de café por dia, o que equivale a aproximadamente 5,8kg ao ano.[28] Esse consumo elevado dos finlandeses, justifica-se porque esse país, localizado no norte da Europa, possui temperaturas de extremo frio no inverno, ou seja, suas condições climáticas contribuem para a necessidade de consumo da bebida, consumido quente.
Com o cafezinho incluído tradicionalmente na cultura brasileira, atualmente o Brasil é o 14º país que mais consome café por habitante do mundo, sendo a Finlândia o atual líder do ranking com 3 a 4 xícaras de café por dia, o que equivale a aproximadamente 5,8kg ao ano.
Em Portugal consomem-se 4,7 quilos de café por pessoa por ano, valor abaixo do consumo médio no resto da Europa - 6,4 quilos por ano.